# بطل متفرد
بطل متفرد هو فيلم من نوع دراما أُصدر في 1996. الفيلم من إخراج جاك أوديار، أما السيناريو فكان من كتابة جاك أوديار وألان لي هنري ‏ وجان فرانسوا دينيو.
قُدِّم الفيلم بأسلوب وثائقي تاريخي، حيث يروي ديهوس المسن أحداث حياته، ويتخلل ذلك مقابلات مع شخصيات ومؤرخين.

## القصة
ترعرع ألبرت ديهوس على الروايات البطولية، ولكن كانت حياته تفتقر الإثارة. يعيش ألبرت في قرية في شمال فرنسا مع والدته التي تعيش في ذكرى زوجها الذي تدعي أنه مات بطلاً في لحرب العالمية الأولى. ولكن  ألبرت منذ الطفولة يعلم أن والده مات بسبب تليف الكبد. عندما بدأت الحرب العالمية الثانية، لم يُستدعى ألبرت لأنه الابن الوحيد لأرملة حرب، مما حرمه من فرصة أن يصبح بطلاً. تزوج من إيفيت كارون، وهي فتاة محلية، وعمل لدى والدها كوكيل مبيعات. بعد تحرير فرنسا، اكتشف أن زوجته مع المقاومة الفرنسية، وأن والدها يرأس شبكة المقاومة المحلية،وقرر بعد ذلك مغادرة عائلته إلى باريس بعد أن دمره هذا الاكتشاف.

## طاقم التمثيل
- جان لوي ترينتينيان
- البرت دوبونتل
- Emmanuel Strosser [الإنجليزية]‏
- Yann Pradal ‏
- Christophe Kourotchkine  [لغات أخرى]‏
- فيليب هاريل
- ساندريني كيبرلاين
- Armand Quentin de Baudry d'Asson  [لغات أخرى]‏
- برنار بلوخ
- كلوتيلد موليه [الإنجليزية]‏
- دانييل ليبرون
- François Chattot  [لغات أخرى]‏
- جورج سياتدس  [لغات أخرى]‏
- ناديه بارينتين
- Patrick Ligardes  [لغات أخرى]‏
- فيليب دوكلو  [لغات أخرى]‏
- فينسيت سيغال
- Wilfred Benaïche  [لغات أخرى]‏
- ايف فرهوفن
- انوك جرينبرج
- ماتيو كازافيتش
- فرانسو بيرليند
- François Levantal [الإنجليزية]‏
- فيليب ناهون

## الإنتاج
موسيقى الفيلم التصويرية كانت من تأليف ألكسندر ديسبلا.

## وصلات خارجية
- بطل متفرد على موقع IMDb (الإنجليزية)
- بطل متفرد على موقع روتن توميتوز (الإنجليزية)
- بطل متفرد على موقع ألو سيني (الفرنسية)
- بطل متفرد على موقع Turner Classic Movies (الإنجليزية)
- بطل متفرد على موقع أول موفي (الإنجليزية)
- بطل متفرد على موقع فيلمافينيتي (الإسبانية)
- بطل متفرد على موقع قاعدة بيانات الأفلام السويدية (السويدية)
- بطل متفرد على موقع قاعدة بيانات الفيلم (الإنجليزية)
- بطل متفرد على موقع ليتربوكسد (الإنجليزية)
- بطل متفرد على موقع كينوبويسك (الروسية)